# 稲荷神社 (三郷市高州二丁目)
稲荷神社（いなりじんじゃ）は、埼玉県三郷市の神社。

## 歴史
創建年代は不明である。ただ当地はかつて「久兵衛村」と呼ばれており、元禄年間（1688年 - 1704年）頃に久兵衛によって高須村から分村したことから、その頃に創建されたものと推測される。近くの本隆寺が別当寺であった。
1912年（明治45年）の神社合祀に際し、村社の下新田稲荷神社を合祀した。ところが、旧下新田稲荷神社の氏子たちより、元に戻したいという要望が多かったことから、1957年（昭和32年）に復祀している。
なお東京外かく環状道路（東京外環自動車道・国道298号線）拡張工事に伴い、1998年（平成10年）に現在地に移転した。

## 交通アクセス
- 路線バス高須大入停留所より徒歩3分。